# Aston Martin V12 Zagato
Der Aston Martin V12 Zagato ist ein Sportwagen des britischen Automobilherstellers Aston Martin. Das auf 101 Exemplare limitierte Coupé wurde in Zusammenarbeit mit dem italienischen Designstudio Zagato entwickelt.

## Hintergrund
Bereits in den 1950er Jahren bestand eine Geschäftsbeziehung zwischen Aston Martin und Zagato. 1960 hatte Zagato eine Spezialausfertigung des Aston Martin DB4 eingekleidet, die die Bezeichnung DB4 GT Zagato trug und bald zu einem Klassiker des Automobilbaus wurde. Anlässlich des Genfer Automobilsalons 1984 vereinbarten beide Unternehmen, ein neues Projekt zu starten. Heraus kam 1987 der V8 Zagato. Des Weiteren baute Zagato 2002–2004 auf dem DB7 die jeweils auf 99 Stück limitierten Modelle DB7 Zagato sowie DB AR1. Der V12 Zagato setzt somit die Tradition dieser Zusammenarbeit weiter fort.

## Fahrzeugcharakteristika
Der V12 Zagato basiert auf dem V12 Vantage, der Motor wurde übernommen. Aus 5,9 Litern Hubraum generiert der V12–Ottomotor 380 kW (517 PS) und 570 Nm und treibt die Hinterräder an. Der Hersteller gibt als Höchstgeschwindigkeit 305 km/h und für den Sprint aus dem Stand auf 100 km/h 4,2 Sekunden an. Bei seiner Premiere am 21. Mai 2011 auf dem Concorso d’Eleganza Villa d’Este am Comer See wurde der V12 Zagato vom Publikum zum schönsten Prototypen gewählt. Anfangs existierten lediglich zwei Modelle ohne Straßenzulassung mit Rennstrecken-Auslegung, die bereits am 24-Stunden-Rennen am Nürburgring teilnahmen. 
Am 9. Februar 2012 startete die Fertigung in Kleinserie. Gefertigt wurden 101 Stück zum Preis von ca. 500.000 Euro. Bei der Zusammenstellung der Materialien und in Sachen Design nutzte man die gesammelten Erfahrungen aus der Entwicklung des Supersportwagens One-77. Das Dach, die Motorhaube sowie die Türen wurden aus Aluminium handgefertigt, die Kotflügel vorne und hinten, die Kofferraumklappe sowie die Seitenschweller sind aus kohlenstofffaserverstärktem Kunststoff, um das Leergewicht gering zu halten.
Die wichtigsten Elemente an der Front sind der dominante Grill mit gezackten Lamellen, die ovalen Frontscheinwerfer, die Lippe unter der Frontstoßstange, die großen Lufteinlässe in der Motorhaube und an den Seiten und sein feststehender Heckspoiler. Im Vergleich zur Vantage-Basis ist die Karosserie am Heck deutlich gekürzt, die runden Heckleuchten erinnern an den DB4 GT Zagato. Im Dach sind zwei für Zagato typische Wölbungen – die sogenannte „Double Bubble“ – ausgeformt um die Kopffreiheit der Passagiere zu erhöhen. Im Interieur setzt Aston Martin auf Lederschalensitze mit Kontrastnähten, das „Z“ aus Zagato ist überall im Innenraum zu finden.

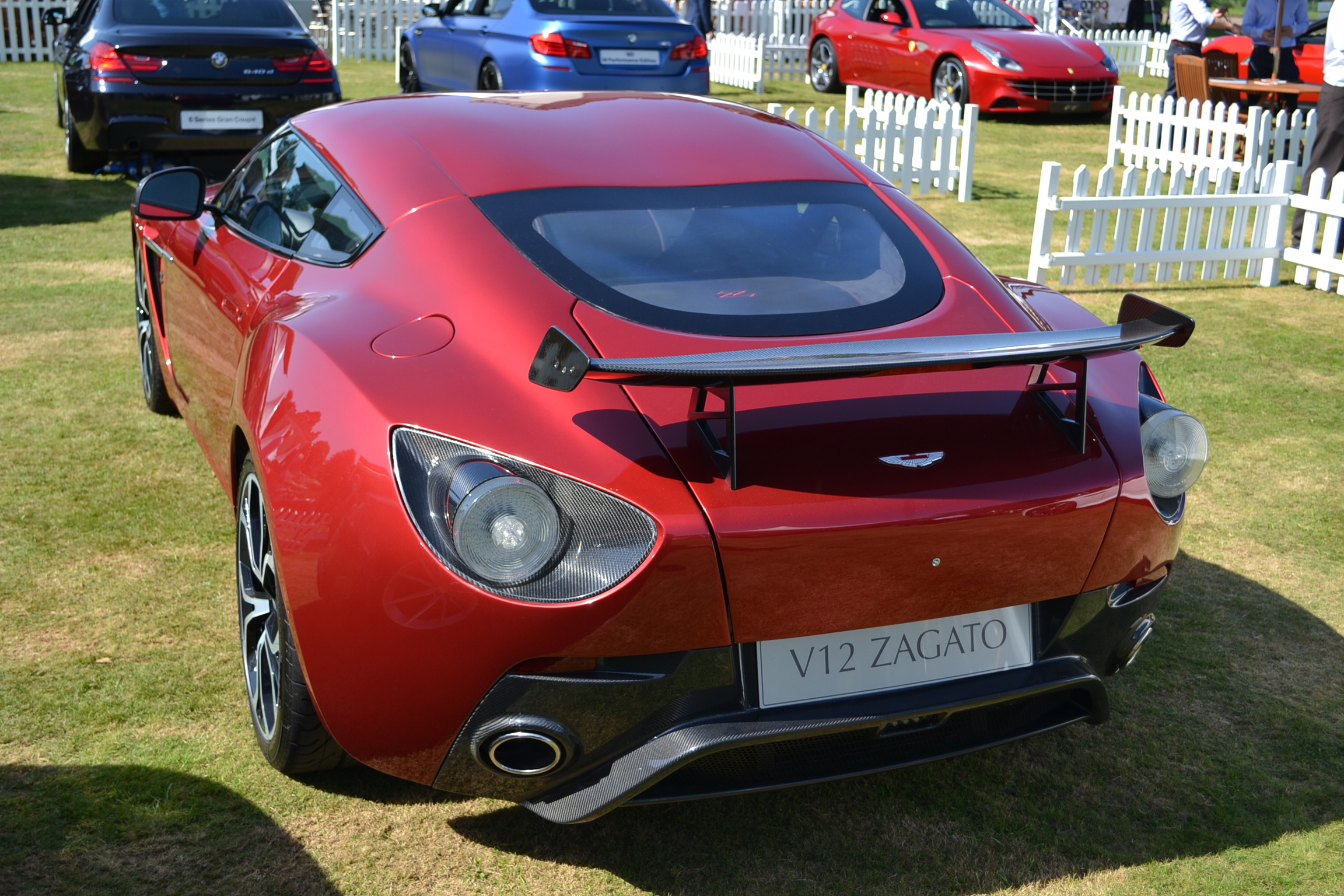
Heckansicht
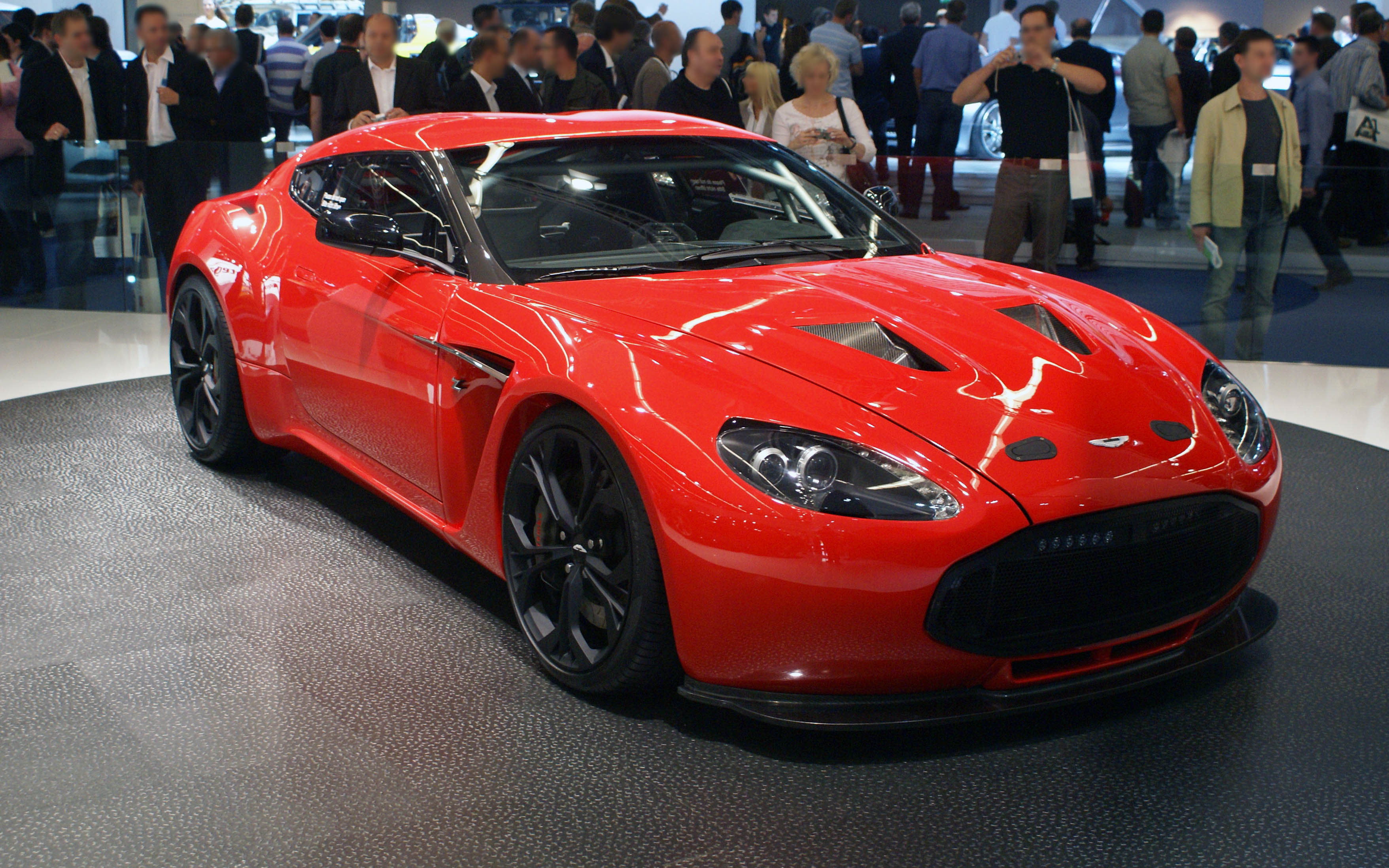
Aston Martin V12 Zagato Rennwagen
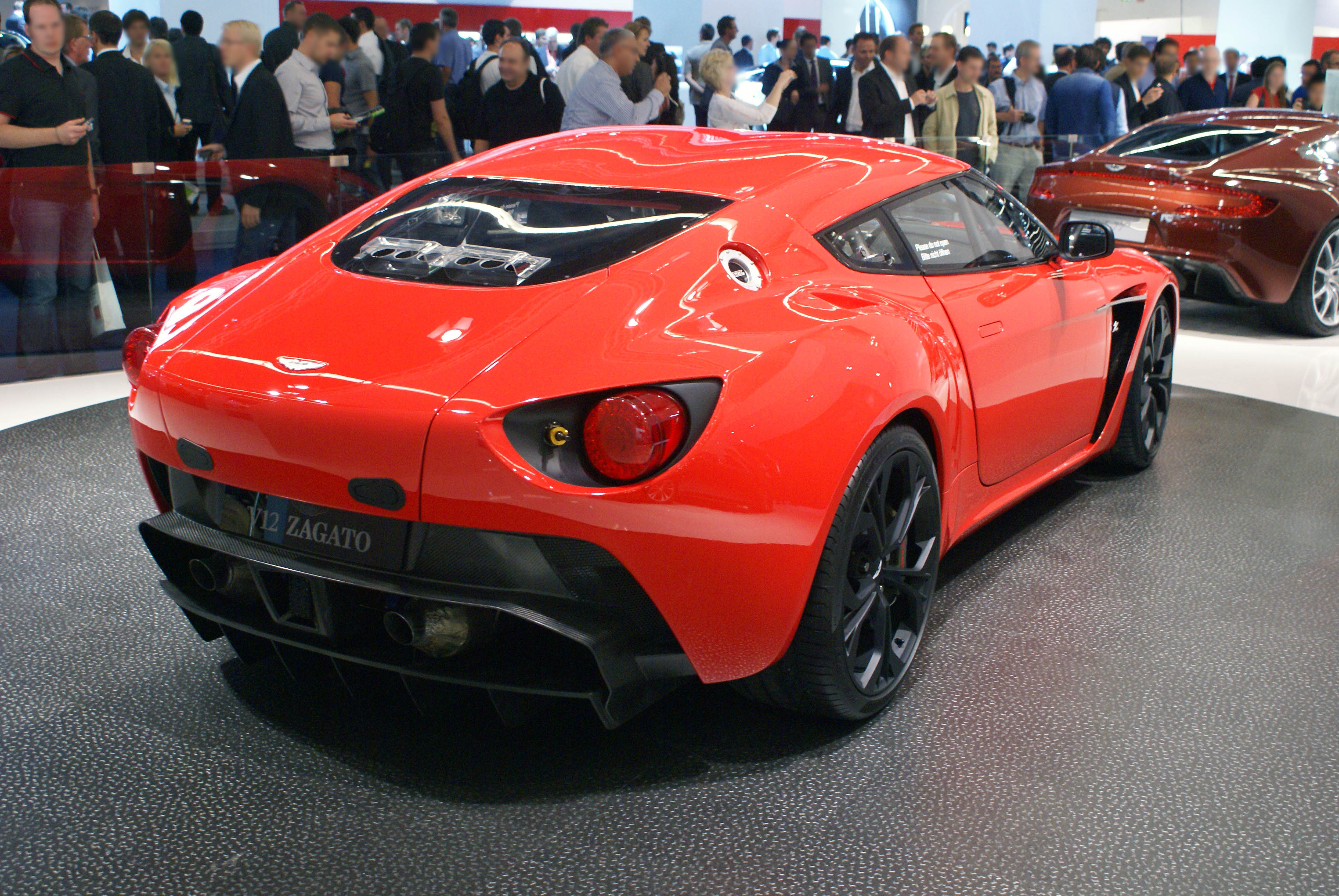
Heckansicht des Rennwagens

## Technische Daten
|                                | Aston Martin V12 Zagato      |
| ------------------------------ | ---------------------------- |
| Motorart                       | Ottomotor                    |
| Motorbauart                    | V12                          |
| Einbaulage                     | vorn längs                   |
| Ventile                        | 4 pro Zylinder               |
| Nockenwellen                   | 4                            |
| Hubraum                        | 5935 cm³                     |
| Bohrung × Hub                  | 89,0 mm × 79,5 mm            |
| max. Leistung                  | 380 kW (517 PS) bei 6500/min |
| max. Drehmoment                | 570 Nm bei 5750/min          |
| Antrieb                        | Hinterrad                    |
| Getriebe                       | 6-Gang manuell               |
| Abmessungen                    |                              |
| Länge × Breite × Höhe          | 4385 mm × 1865 mm × 1250 mm  |
| Radstand                       | 2600 mm                      |
| Leergewicht                    | 1680 kg                      |
| Fahrleistungen                 |                              |
| Beschleunigung, 0–100 km/h     | 4,2 s                        |
| Beschleunigung, 0–200 km/h     | 13,8 s                       |
| Viertelmeile                   | 12,5 s                       |
| Höchstgeschwindigkeit          | 305 km/h                     |
| Verbrauch                      |                              |
| Kraftstoffverbrauch kombiniert | 16,4 l/100 km; Super Plus    |
| CO2-Ausstoß                    | 388 g/km                     |
| Preis                          |                              |
| Grundpreis (Deutschland)       | 500.848 €                    |